# أرئيل شارون
أرئيل شارون (بالعبرية: אריאל שרון) (ويُعرف أيضًا باسم التصغير "آريك" אָרִיק؛ 26 فبراير 1928 – 11 يناير 2014)، كان جنرالًا وسياسيًا إسرائيليًا شغل منصب رئيس وزراء إسرائيل من مارس 2001 حتى أبريل 2006.
وُلد شارون في كفار ملال في فلسطين تحت الانتداب البريطاني لأبوين يهوديين من أصل روسي، وارتقى في صفوف الجيش الإسرائيلي منذ تأسيسه عام 1948، حيث شارك في حرب فلسطين 1948 كقائد فصيلة في لواء ألكسندروني وشارك في عدة معارك. أصبح شخصية محورية في تأسيس وحدة 101 وقيادة عمليات الانتقام، بما في ذلك مجزرة قبية عام 1953، كما لعب أدوارًا بارزة في العدوان الثلاثي على مصر عام 1956، وحرب الأيام الستة عام 1967، وحرب الاستنزاف، وحرب يوم الغفران عام 1973. وقد وصفه رئيس الوزراء الأسبق يتسحاق رابين بأنه "أعظم قائد ميداني في تاريخنا".
بعد خروجه من الجيش، دخل شارون المعترك السياسي وانضم إلى حزب الليكود، وتولى عدة مناصب وزارية في حكومات يقودها الليكود بين عامي 1977 و1992، ومرة أخرى بين 1996 و1999. وخلال توليه وزارة الدفاع، قاد الاجتياح الإسرائيلي للبنان عام 1982. وقد خلص تحقيق رسمي إلى أنه يتحمل "مسؤولية شخصية" عن مجزرة صبرا وشاتيلا التي ارتكبت بحق لاجئين فلسطينيين، الأمر الذي أكسبه لقب "جزار بيروت" في أوساط العرب، وأدى لاحقًا إلى إقالته من منصبه كوزير للدفاع.
من سبعينيات حتى تسعينيات القرن العشرين، كان شارون من أبرز الداعمين لبناء المستوطنات الإسرائيلية في الضفة الغربية وقطاع غزة المحتلين. وفي عام 1999، تولى زعامة حزب الليكود، وأثار جدلًا واسعًا في سبتمبر 2000 عندما زار مجمع الحرم القدسي الشريف (جبل الهيكل حسب التسمية الإسرائيلية)، وهي الزيارة التي أشعلت شرارة الانتفاضة الفلسطينية الثانية. وفي الانتخابات التالية، هزم رئيس الوزراء حينها إيهود باراك، وتولى رئاسة الحكومة بين عامي 2001 و2006.
خلال فترة ولايته، أشرف شارون على بناء جدار الفصل الإسرائيلي في الضفة الغربية بين عامي 2002 و2003، كما قاد عملية الانسحاب الإسرائيلي أحادي الجانب من قطاع غزة عام 2005. ومع تصاعد المعارضة لهذا القرار داخل الليكود، انشق عن الحزب في نوفمبر 2005 وأسس حزبًا جديدًا باسم "كديما". وكان من المتوقع أن يفوز في الانتخابات المقبلة، وسط تكهنات بأنه كان يعتزم تنفيذ انسحابات أحادية الجانب من معظم أراضي الضفة الغربية. إلا أن شارون أُصيب بجلطة دماغية حادة في 4 يناير 2006، دخل على إثرها في غيبوبة دائمة، وظل في حالة إنباتية حتى وفاته عام 2014.
يُعد شارون شخصية مثيرة للجدل في تاريخ الشرق الأوسط؛ ففي حين يُنظر إليه في الأوساط الإسرائيلية على نطاق واسع كبطل حرب ورجل دولة، تُندد به جهات فلسطينية ومنظمات حقوقية مثل "هيومن رايتس ووتش" وتصفه بأنه مجرم حرب، وتأسف لكونه لم يُحاسب أبدًا على أفعاله.

## دراسته
وجَّه «صامويل» ولدَه «أرئيل» إلى دراسة الزراعة، وعمِل بالفعل في مزارع (الموشاف)، لكنه فضَّل بعد فترةٍ دراسةَ التاريخ والقانون بدلاً من الزراعة، فالتحق بالجامعة العبرية بالقدس، ودرس التاريخ والعلوم الشرقية عام 1953م، ثم درس الحقوق في جامعة تل أبيب 1958م- 1962م، وأتقن أثناء دراسته العبرية، والإنجليزية، والروسية.

## حياته العسكرية

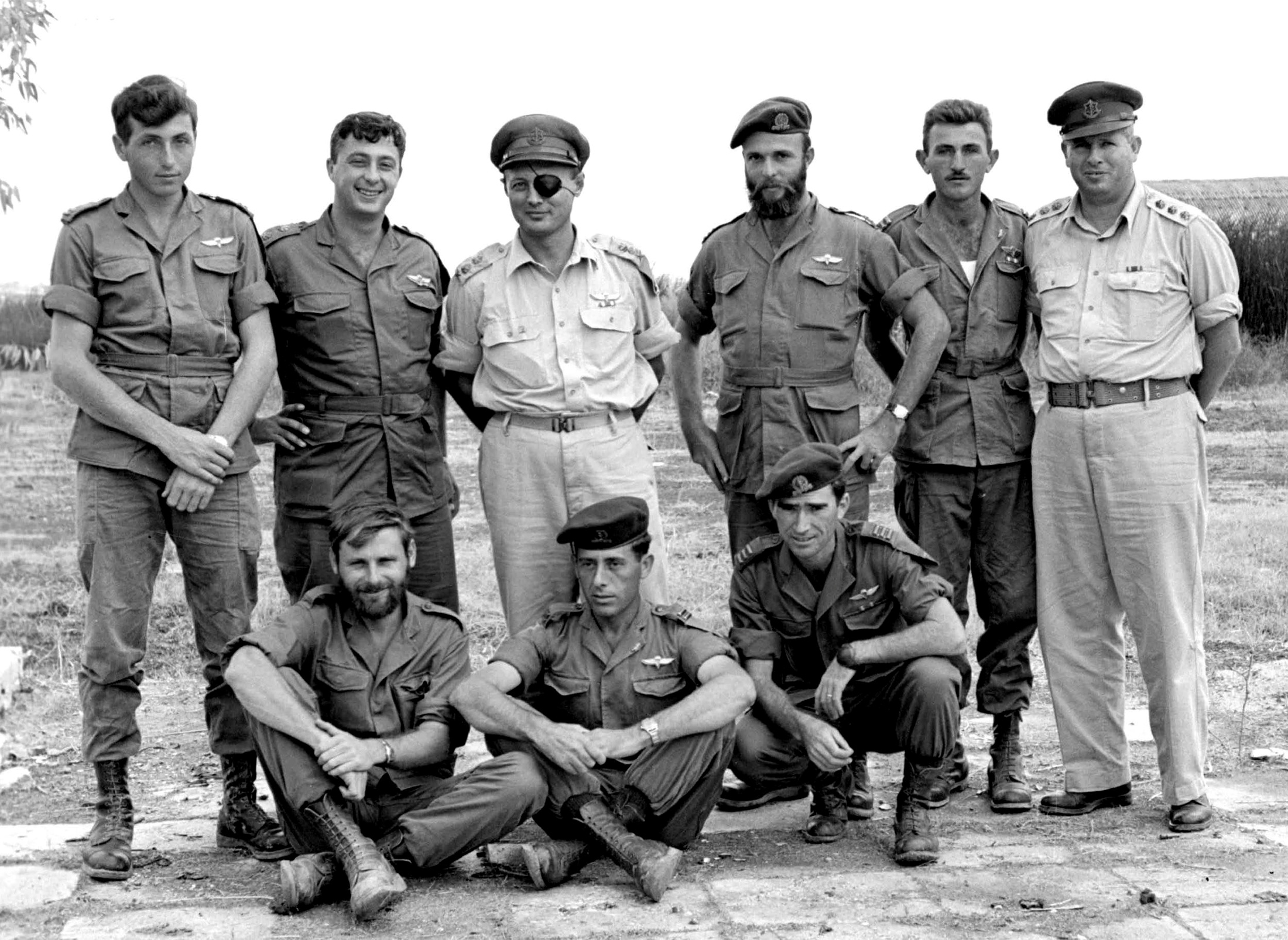
الثاني من اليسار أرئيل شارون، وفي الوسط موشيه دايان، وقادة الجيش الإسرائيلي مع لواء المظليين، 1955 م

انخرط شارون في صفوف منظمة أو (عصابات) الهاجاناه عام 1942 وكان عمره آنذاك 14 سنة. وانتقل للعمل في الجيش الإسرائيلي عقب تأسيس دولة إسرائيل. شارك في معركة القدس ضد الجيش الأردني ووقع أسيرا بيد الجيش العربي الأردني في معارك اللطرون عام 1948 وقد أسره يومها النقيب حابس المجالي –المشير فيما بعد- الذي عالجه ونقله إلى الخطوط الخلفية، ثم إلى المفرق في الأردن حيث أقيم معسكر اعتقال الأسرى اليهود، وتم تبديله بأسير عربي عندما جرى تبادل الأسرى بعد الهدنة الثانية.
وبعد فترة انقطاع عن الجيش قضاها على مقاعد الجامعة العبرية، عاود الجيش الإسرائيلي سؤاله للانضمام للجيش وترأّس الوحدة 101 ذات المهام الخاصّة. وقد أبلت الوحدة 101 بلاءً حسنا في استعادة الهيبة لدولة إسرائيل بعد خوض الوحدة لمهمّات غاية في الخطورة إلا أن وحدة شارون العسكرية أثارت الجدل بعد مذبحة قبية في خريف 1953 والتي راح ضحيّتها 170 من المدنيين الأردنيين. قام بمجزرة بشعة في اللد عام 1948 وحصد خلالها أرواح 426 فلسطينيا بعد أن اعتقلهم داخل المساجد.
اتهم شارون بالمسؤولية عن جرائم عديدة منها:
- مجزرة قبية 1953م.[18]
- قتل وتعذيب الأسرى المصريين 1967م.
- اجتياح بيروت.
- مجزرة صبرا وشاتيلا.[19]
- استفزاز مشاعر المسلمين باقتحامه للمسجد الأقصى المبارك سنة 2000م، واندلاع انتفاضة الأقصى.[20]
- مذبحة جنين 2002م.
- عملية السور الواقي.[21]
- الكثير من عمليات الاغتيال ضدَّ أفراد المقاومة الفلسطينية وعلى رأسهم اغتيال الشيخ أحمد ياسين.

## حياته السياسية

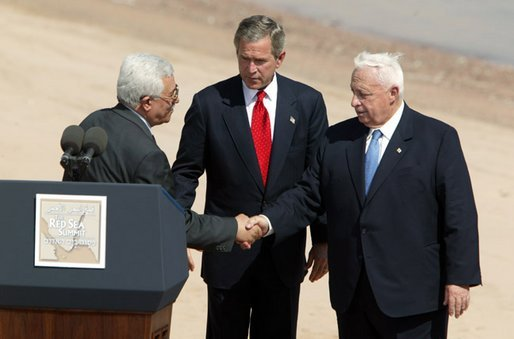
الرئيس محمود عباس، والرئيس الأمريكي جورج بوش، وأرئيل شارون، في قمة البحر الأحمر، العقبة، 2003

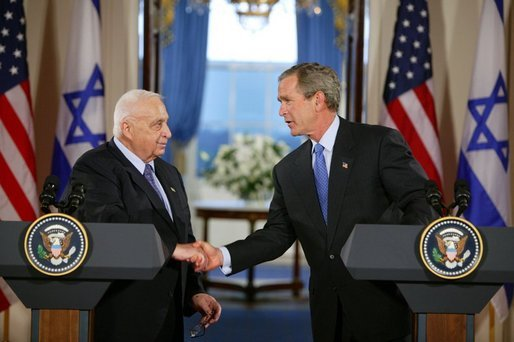
الرئيس الأمريكي جورج بوش وشارون، في البيت الأبيض، 2004

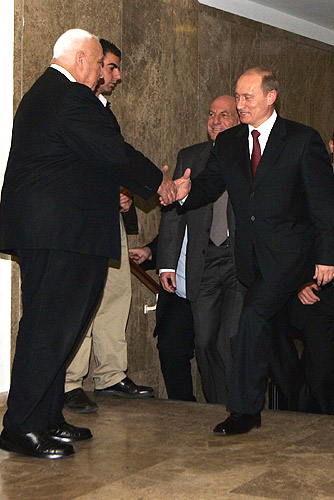
شارون والرئيس الروسي فلاديمير بوتين، يجتمعون في إسرائيل، 2005

حصل شارون على مقعد في الكنيست الإسرائيلي بين الأعوام 1973 و1974، وعاود المشاركة في الكنيست من العام 1977 إلى وقت وفاته. وعمل شارون كمستشار أمني لإسحاق رابين ثم شغل منصب وزير الزراعة بين الأعوام 1977 إلى 1981. وفي فترة رئاسة مناحيم بيغن للحكومة الإسرائيلية، عمل شارون وزيراً للدفاع.
وفي عام 1982 وخلال تولّيه تلك الوزارة، ارتكبت الميليشيات المسيحية اللبنانية مجزرة فلسطينية في مخيم صبرا وشاتيلا في العاصمة بيروت. وكانت هذه الميليشيات اللبنانية قد تحالفت مع إسرائيل وتعاونت مع قوات الجيش الإسرائيلي خلال احتلال الجيش الإسرائيلي لبيروت في يونيو 1982. فطالبت المعارضة الإسرائيلية بإقامة لجنة لتحقيق دور الحكومة الإسرائيلية في ممارسة المجزرة.
وقد شمل تقرير لجنة التحقيق الإسرائيلية توصية بتنحية وزير الدفاع شارون بسبب تجاهله للإنذارات بإمكانية حدوث المجزرة وعدم اتخاذه الإجراءات الملائمة لوقف المجزرة عندما بلغه حدوثها، ولكن التقرير لم يلقِ عليه مسؤولية مباشرة عن المجزرة. رفض شارون قبول توصية تقرير لجنة التحقيق، ولكنه اضطر إلى التنحي عن منصب وزير الدفاع عندما زادت الضغوط عليه، فعُيِّن وزيرا للدولة، ثم تولى منصب وزير الإسكان.
في عام 1987، أصدرت مجلة مجلة تايم الأمريكية مقالا يشير إلى تورط شارون بمجزرة صبرا وشاتيلا فقام شارون برفع دعوى قضائية على المجلة، ولم يكن بمقدور مجلة «تايم» تقديم أدلة كافية للإثبات ضد شارون. فانتهت مناقشات المحلفين بقرار أن المعلومات المنشورة عن شارون كاذبة ولكنه برأ هيئة التحرير من المسؤولية لاعتبار النشر مجرد الإهمال، أي بدون قصد واضح لشتم شارون.
في بداية 2001، أقام أقارب ضحايا مخيم صبرا وشاتيلا دعوى قضائية في بلجيكا ضد شارون لتورطه في أحداث المجزرة إلا أن محكمة الاستئناف البلجيكية أسقطت القضية لعدم اختصاص القضاء البلجيكي بالنظر فيها، وذلك في يونيو 2002.
في 28 سبتمبر 2000 (الخميس) قام شارون بزيارة الحرم الشريف بالقدس رغم معارضة شديدة من قبل لجنة الوقف الإسلامي التي تدير الحرم والقادة الفلسطينيين. وأدت الزيارة إلى اشتباكات بين الشرطة الإسرائيلية والمصلين الفلسطينيين الذين تظاهروا ضدها، انتهت ب20 قتيلا وب100 جريح من بين المتظاهرين فلسطينيين و25 جريحا من بين الشرطيين الإسرائيليين. وفي اليوم التالي انتهت صلاة الجمعة في المسجد الأقصى بمظاهرات ضد ما عدّه الفلسطينيون «تدنيس شارون للحرم الشريف»، فتدهورت المظاهرات إلى اشتباكات عنيفة مع الشرطة الإسرائيلية وكانت أول حدث فيما يسمى اليوم بانتفاضة الأقصى التي استمرت 4 سنوات تقريبا. وقد قُتل 9000 فلسطيني خلال 3 سنوات فقط.
تولى رئاسة الوزارة عقب تسلمه رئاسة حزب الليكود بعد بنيامين نتنياهو، واستطاع التغلب على إيهود باراك في الانتخابات التشريعية ليقود حكومة يمين ليكودية مارست سياسة اغتيالات عنيفة ضد أبرز القيادات الفلسطينية التي تعدها إسرائيل إرهابية، كما باشر بناء الجدار الفاصل لفصل أراضي إسرائيل عن الضفة الغربية وقطاع غزة.
بعد الانتخابات التشريعية الثانية في عهده اضطر شارون لتأليف حكومة ائتلافية مع حزب العمل بقيادة شمعون بيريز، ليتابع ممارسة سياسته لتدعيم أمن إسرائيل، وأبرز خططه في هذه الفترة كانت خطة فك الارتباط: بمتابعة بناء السور الفاصل والانسحاب من قطاع غزة مع تفكيك المستوطنات فيه.
يشار إلى أن شارون انشق عن الليكود وأقام حزب كاديما في 21 نوفمبر 2005 (بصحبة 13 عضو كنيست من الليكود)، وذلك على خلفية رغبته في الانفصال من غزة الأمر الذي أدى إلى تمرد في صفوف الحزب ضده والدعوة إلى الإطاحة به..
ونتيجة لهذا التمرد، قام بصياغة دقيقة للنظام الداخلي للحزب الجديد «كاديما»، وتمكن بذلك من توفير الحماية لخلفه إيهود أولمرت، ما يجعل أمر الإقالة من الحزب عسيرًا إن لم يكن مستحيلا.
فحين تمرد بعض أعضاء الكنيست عن حزب الليكود ضد رئيس الحزب في ذلك الوقت أرئيل شارون، وحاولوا إقصائه وتعيين آخر مكانه يتفق مع توجهاتهم السياسية، قرر شارون الانسحاب من الليكود وإقامة حزب كاديما في خطوة وصفت حينها بالهرب إلى الأمام واختراق الحصون.. وحتى يتجنب شارون حدوث أمر مماثل في حزبه الجديد الذي فصّله على مقاسه، قرر صياغة نظامه الداخلي شخصيًا وبطريقة تجعل أمر إقالة رئيس الحزب الجديد أمراً عسيرا جداً إن لم يكن مستحيلا.
ويقضي النظام الداخلي لحزب كاديما والذي صاغه شارون بأن رئيس الحزب هو مرشح الحزب لرئاسة الحكومة وأنه لا يمكن إقالته أو الخروج عليه إلا في حالة وفاته أو تقديم موعد الانتخابات العامة ما يعني بالضرورة إجراء انتخابات داخلية تسبق الانتخابات العامة بتسعين يوما.
وإمعانًا في حماية نفسه وتحصين موقع رئيس الحزب أضاف شارون في نظامه الداخلي بان أعضاء الحزب لا يستطيعون تغيير هذه القاعدة إلا بعد إجراء استفتاء عام بين أعضاء الحزب ما يعني عمليًا نشر صناديق اقتراع في كافة أنحاء البلاد لأخذ رأي 60 ألف منتسب يحق لهم التصويت حتى يتمكن أعضاء الحزب من تعديل النظام الداخلي وإقالة رئيس الحزب.

## مشاكل صحية
يصنفه الأطباء على أنه مصاب بالحالة الخضرية الدائمة وهي حالة طبية معروفة، تختلف عن الغيبوبة Coma في إمكانية وجود اليقظة والنوم والإحساس والمشاعر والتعبير وفتح العينين والكلام غير المفهوم أو الصراخ.
فقد أُصيب يوم الأربعاء 4 يناير 2006 بجلطة سببها نزيف دماغي حاد سبب له فقدان وعيه. أدخل شارون إلى مستشفى هداسا عين كرم في القدس حيث أجريت له عملية أولى دامت 6 ساعات. ورغم استقرار حالته الصحية نتيجة العملية، فلم يعد شارون إلى وعيه. منذ ذلك، اضطر الأطباء إلى إعادته لغرفة العمليات بضع مرات بعد أن اكتشفوا وجود مناطق أخرى في الدماغ تعاني من النزيف، ومشاكل طبية أخرى تميز حالة عدم الوعي. في 28 مايو 2006 نـُقل إلى مستشفى «شيبا» في رمات غان بجانب تل أبيب) وفي مقابلة صحافية مع إذاعة غالي تساهل في 17 سبتمبر 2008 قال الطبيب المسؤول عنه إنه في حالة «الوعي الأدنى» حيث يحس بالألم ويرد ردًا أساسيًا على سماع صوت أقربائه، ولكنه ما زال في حالة خطيرة دون أن يطرأ تحسن ملموس في حالته الصحية منذ نقله إلى المستشفى.
وفي يوم 12 نوفمبر، 2010 تم نقل أرئيل شارون إلى منزله في مزرعة الجميز لمدة 48 ساعة كبداية لسلسلة من الزيارات لأجل إعادته إلى منزله. الخطة النهائية هي إعادته بشكل دائم إلى المنزل مع توفير التسهيلات المناسبة والرعاية الطبية.

### تاريخه المرضي
منذ 1980، وكان شارون يعاني من السمنة وارتفاع ضغط الدم المزمن وارتفاع الكولسترول. بطول 170 سم ووزن 115 كجم. عادة ما كانت سيارته الشخصية مخزنة بشكل جيد بالوجبات الخفيفة، والفودكا والكافيار. كانت قصص الشهية والسمنة الأسطورية لأرييل شارون مشهورة في إسرائيل. وكذا حبه للسيجار والتوسعة والأطعمة الفاخرة الاستهلاكية اليومية. ورغم كثير من المحاولات من قبل الأطباء، والأصدقاء والموظفين لفرض نظام غذائي متوازن على شارون، لكنها لم تنجح.
في 18 ديسمبر 2005، أُصيب شارون بجلطة دماغية خفيفة، وهو نوع نادر نسبيا تسمى الانسداد المفارق، وهي جلطة تتشكل في الدورة الدموية الوريدية ثم تعبر إلى الدورة الدموية الشريانية في القلب من خلال ثقب بين الأذينين الأيمن والأيسر يسمى الحاجز الأذيني (أو الثقبة البيضية) ومن ثم تنتقل الخثرة أو الجلطة المتشكلة إلى وعاء دموي ما في المخ بحيث يمكنها أن تسده بصفة عابرة أو دائمة، مما يسبب الشعور بالضيق، واضطراب في اللغة والحركة. نقل إلى مستشفى عين كارم في القدس. في الطريق إلى المستشفى، فقد وعيه، لكنه عاد بعد فترة وجيزة. في المستشفى، أظهر التصوير بالرنين المغناطيسي اعتلال الأوعية الدماغية اميلويد (angiopathie cérébrale amyloïde CAA)، وهو مرض شائع في كبار السن معه تضعف الأوعية الدموية في الدماغ ويزيد خطر النزيف. كشف مخطط صدى القلب ثقب صغير في قلبه، والذي حكم الأطباء بكونه عيبا خلقيا. وضع شارون تحت أدوية مضادة للتخثر (الإنيكسوبارين).
الإنيكسوبارين دواء يمنع تخثر الدم ولكنه بذلك يزيد بشكل كبير من خطر النزف الدماغي، أخرج من المستشفى بعد يومين. واستمر في أخذ الإنيكسوبارين 2 جرعات يوميا، وتم تثبيت موعد لعملية جراحية لاحقة من أجل إجراء قسطرة القلب لإصلاح ثقب في قلبه، وكان من المقرر أن تكون يوم 5 يناير 2006.
في 4 يناير 2006، عشية موعد العملية (قسطرة القلب)، وهو في المنزل، أصيب شارون بجلطة ثانية نزفية حادة، هو نزيف حاد بالمخ.
أحضر إلى المستشفى، خضع لعملية معقدة لمدة سبع ساعات لإصلاح النزيف الدماغي. بعد العملية، أفاد مدير المستشفى أن النزيف قد توقف، وأن وظائف المخ تعمل دون دعم اصطناعي، ووضع تحت علاج دوائي لمنع النزيف. وضع شارون في وحدة العناية المركزة العصبية، وركب له جهاز التنفس الاصطناعي. ثم خضع لعملية طويلة - 14 ساعة -. وقد أفادت بعض التقارير أنه كان مشلولا في الجزء الأسفل من جسمه، في حين قال آخرون إنه كان يجاهد من أجل حياته مرة أخرى.
وظل شارون مخدرا في الغيبوبة لتخفيف الضغط على دماغه والحفاظ على ثبات الضغط الدموي وكذا للسماح لدماغه للتعافي من الصدمة والتهيؤ للجراحة اللاحقة.
في الليل، بعد إجراء مشاورات الأمين والحكومة المدعي العام لأسرائيل، أعلن أن شارون «غير قادر مؤقتا على أداء سلطته.» ونتيجة لذلك، عُيّن نائب شارون، إيهود أولمرت، نائبا لرئيس الوزراء، وتأكد رسميا منصب رئيس مجلس الوزراء الإسرائيلي بالنيابة.
6 يناير 2006، خضع شارون لعملية استغرقت خمس ساعات لوقف النزيف في الدماغ وتخفيف الضغوط التي تراكمت على جمجمته. بعد العملية، عاد شارون إلى مصلحة الأعصاب بوحدة العناية المركزة. وفقا لابنه جلعاد فقد حث الأطباء عائلته للسماح لشارون بالموت في سلام، نظراً لسوء التشخيص يعتمد على الماسح الضوئي، لكن ابنه أصر على بذل كل ما يمكن من الجهود لإبقائه على قيد الحياة.
في 13 يناير، بدأ الأطباء في فصل شارون عن المهدئات ليستيقظ ولتقييم الأضرار التي لحقت دماغه. حالته تحسنت قليلا في الأيام الأخيرة، مع التركيز على الحركات الصغيرة في الأعضاء والاستجابة للألم. فشل شارون أن يستيقظ حتى بعد التوقف عن تلقي المهدئات.
يوم 15 يناير، خضع شارون لجراحة لمساعدته في التخلص من جهاز التنفس الصناعي بالاستعانة بفتحة في مقدم رقبته، وبعد ثلاثة أيام، أبقي على الأنبوب التنفسي بسبب مشاكل فنية.
1 فبراير 2006، تم إدخال أنبوب تغذية في معدته، مشيرا إلى أن الأطباء يعملون على تهيئته لرعاية طويلة الأجل.
في 11 فبراير 2006، أجرى الأطباء جراحة طارئة لإزالة 50 سم من الأمعاء الغليظة التي أصبحت نخرية أي ميتة، وفتح الانسداد.
يوم 22 فبراير، خضع لإجراء عملية إضافية لتصريف السوائل الزائدة من بطنه، اكتشفت أثناء الفحص.
في 28 مايو 2006، نقل شارون من عين كرم إلى مستشفى الرعاية الطويلة الأجل. وقال نائب رئيس وحدة أخرى من الرعاية الطويلة الأجل للإذاعة الإسرائيلية أن فرص الاستيقاظ بعد الغيبوبة ضئيلة جدا.
في 23 يوليو 2006، أعلن متحدث باسم المستشفى أن حالة شارون تتدهور، مع تغيير في أنسجة المخ، وظائف الكلى تزداد سوءا، وتراكم السوائل في الجسم. عُثِر على عدوى بكتيرية في الدم.
في 26 يوليو 2006، تلقى ترشيحا لدمه وعلاجا بالمضادات الحيوية.
في 14 أغسطس 2006، أفاد الأطباء إن حالته تدهورت بشكل كبير وكان شارون يعاني من التهاب رئوي مزدوج. في 29 أغسطس 2006، عولج الالتهاب الرئوي بنجاح، وغادر وحدة العناية المركزة إلى وحدة الرعاية طويلة الأجل.
في 3 نوفمبر 2006، تم نقله إلى العناية المركزة بسبب عدوى بكتيرية في القلب.

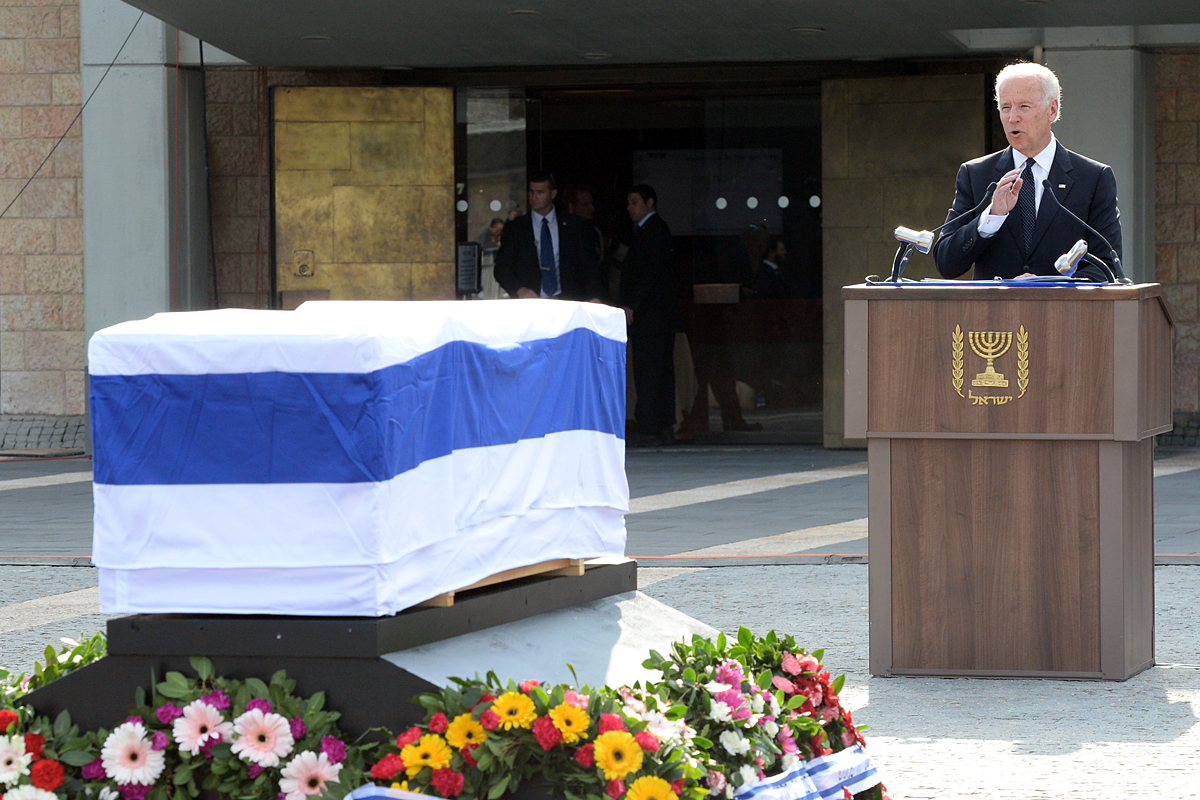
نائب الرئيس الأمريكي جو بايدن يسلم ملاحظات في جنازة رئيس الوزراء الإسرائيلي السابق شارون.

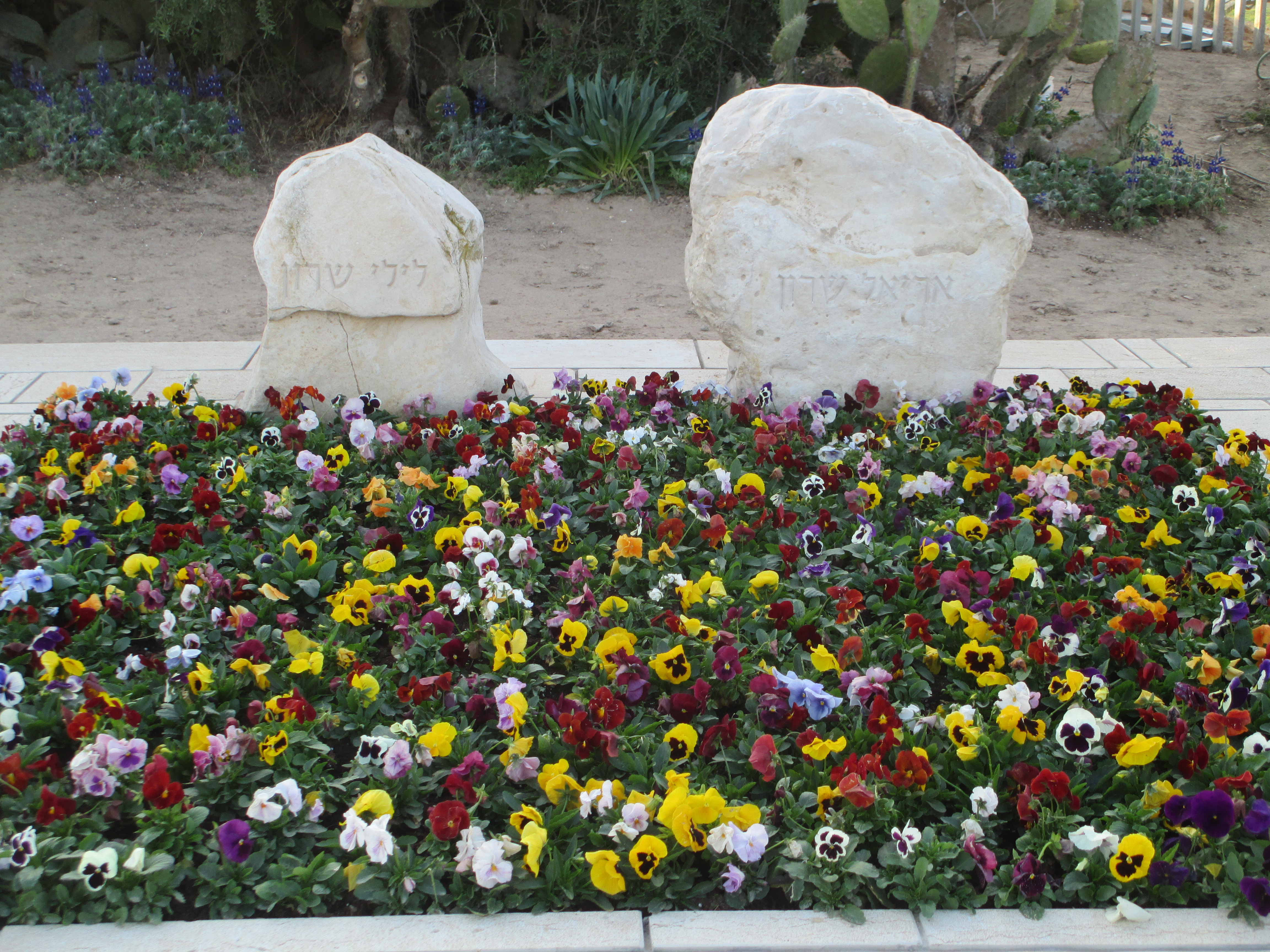
قبر أرئيل شارون.

في 6 نوفمبر 2006. ذكر الأطباء أن «وظيفة قلبه تحسنت بعد أن عولج من العدوى واستقرت حالته».
بقي شارون في مركز الرعاية الطويلة الأجل. وقد أشار الخبراء الطبيين أن القدرات المعرفية تدمرت عبر الزمن، وأنه في حالة غيبوبة مستمرة مع فرصة جد ضئيلة لاستعادة وعيه.
في 13 نيسان 2007، أُفيد أن حالة شارون قد تحسنت قليلا، وذلك من حيث التحسس، القدرة على متابعة الأشياء بعينيه وتعزيز يديه. مشاهدة التلفزيون في السرير.
27 أكتوبر 2009. وقال طبيبه أنه لا يزال في غيبوبة ولكن في حالة مستقرة.
في 2010، مدير المستشفى المشارك في رعاية شارون قال إنه ليس لديه فرصة للانتعاش، مضيفا أن " كونه على قيد الحياة إعطاء نظري لأمل فرصة الاستيقاظ، لكنه لن يحدث عمليا". وقال الطبيب أن دماغه صار في " حجم ثمرة الجريب فروت "وأن أجزاء دماغية كثيرة اضمحلت وصارت مادة خام سائلة".
21 أكتوبر 2010. رفع نعوم براسلافسكي النقاب عن تمثال بالحجم الطبيعي لشارون في سرير المستشفى في تل أبيب. وقد سبّب هذا المعرض بعض الجدل، مع وصف عضو الكنيست يوئيل حسون العمل بأنه «استراق النظر مقزز» وقوله: «أعتقد أنه هو وسيلة رخيصة للفنان للفت الانتباه إلى التعرض».
في 12 نوفمبر 2010، تم نقل أرئيل شارون من إقامة الرعاية الطويلة الأجل في المنزل لمدة 48 ساعة، وهو الأول من خمسة زيارات منزلية مخطط لها. كانت الزيارة للتأكد من أن تم تثبيت المعدات الطبية للعمل بشكل صحيح. لكنه في نهاية المطاف أعيد إلى الوحدة الرعاية طويلة المدى، لأن العلاج كان مكلفا جدا.
في أكتوبر 2011، صرّح نجل شارون جلعاد "أنه كان حساسا، ولكن غير قادر على الحركة الكبيرة، وقال إنه يتطلع في وجهي ويحرك الأصابع عندما كنت أطلب منه.
يوم 27 يناير عام 2013، أظهر التصوير بالرنين المغناطيسي الوظيفي (IRMF) نشاط «كبير» في الدماغ، حتى ولو أن اختبارات أخرى لا تبين ذلك.
مات في 11 يناير 2014.

## وفاته
توفي شارون في تمام الساعة الثانية مساءً بتوقيت إسرائيل من يوم السبت الموافق 11 يناير 2014 في مستشفى شيبا تال هاشومِر. وقد أعلن التلفزيون الإسرائيلي، وفاة رئيس الوزراء الأسبق أرييل شارون عن 85 عاما، بعد غيبوبة دامت 8 سنوات.
أشار بيان رسمي إلى أن الفشل الكلوي الذي أصاب شارون هو سبب تدهور حالته الصحية، كما أن الأطباء خاطبوا نجليه قبل أيام من وفاته بضرورة نزع أجهزة التنفس الصناعي التي أبقته على قيد الحياة طيلة فترة الغيبوبة.

## روابط خارجية
- أرئيل شارون على موقع IMDb (الإنجليزية)
- أرئيل شارون على موقع الموسوعة البريطانية (الإنجليزية)
- أرئيل شارون على موقع مونزينجر (الألمانية)
- أرئيل شارون على موقع إن إن دي بي (الإنجليزية)
- أرئيل شارون على موقع قاعدة بيانات الفيلم (الإنجليزية)